# 黑额树鹊
黑额树鹊（学名：Dendrocitta frontalis），是鸦科树鹊属的一种，分布于缅甸、孟加拉国、不丹、中国大陆、越南、印度和尼泊尔。该物种的保护状况被评为无危。
黑额树鹊的栖息地包括亚热带或热带的湿润低地林、亚热带或热带的（低地）湿润疏灌丛和亚热带或热带的湿润山地林。该物种的模式产地在印度阿萨姆。